# Klein Bonaire
Klein Bonaire ist eine kleine, flache und unbewohnte Insel in der Karibik, etwa 850 m vor der Südwestküste von Bonaire gelegen und von dieser durch die Meeresstraße Rede Kralendijk getrennt. Das Eiland gehört zur „Besonderen Gemeinde“ Bonaire und damit zu den Niederlanden.
Die Koralleninsel hat eine Landfläche von ca. 6 km², ist durchgängig flach und ragt auch nur wenige Meter über den Meeresspiegel. Das Eiland ist wegen der intakten Unterwasserwelt im direkt angrenzenden Korallenriff und wegen des klaren Wassers ein beliebtes Ausflugsziel vieler Touristen, die die Hauptinsel Bonaire besuchen. Jährlich kommen bis zu 50.000 Hobbytaucher und -schnorchler auf das der Hauptinsel vorgelagerte Eiland.

## Natur
Im Jahre 1971 wurde der Bonaire Marine Park gegründet, mit dem Ziel, die Flora und Fauna von Bonaire und Klein Bonaire zu bewahren; seit 1997 ist das Gebiet ein offizielles Naturschutzgebiet.
Im Februar 1997 wandte sich der Tauchpionier Hans Hass in einem offenen Brief erfolgreich an die Behörden von Bonaire, als die Frage diskutiert wurde, auf Klein Bonaire ein Hotel zu eröffnen. Das Vorhaben wurde daraufhin fallen gelassen.

## Bildergalerie

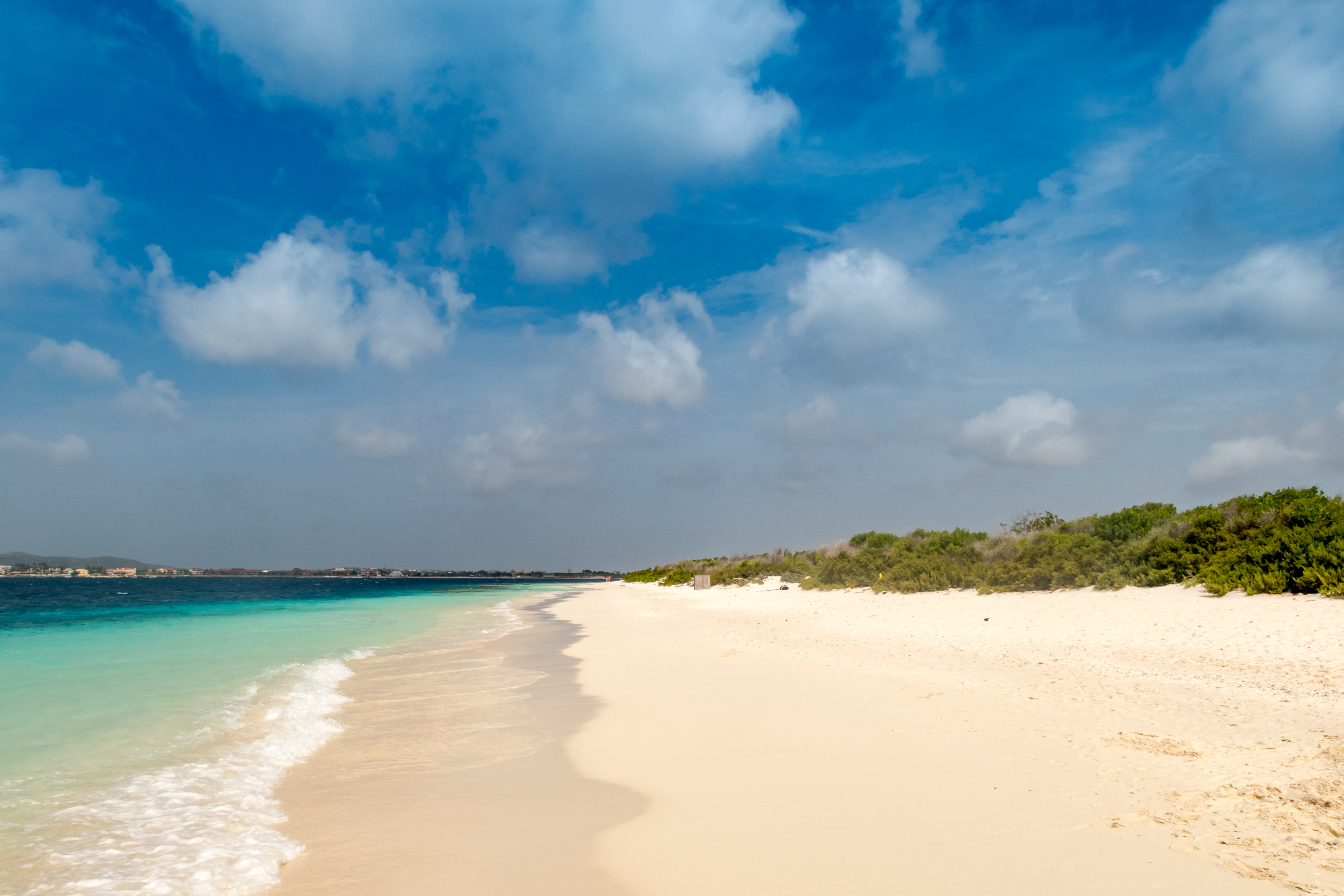
Strand auf Klein Bonaire
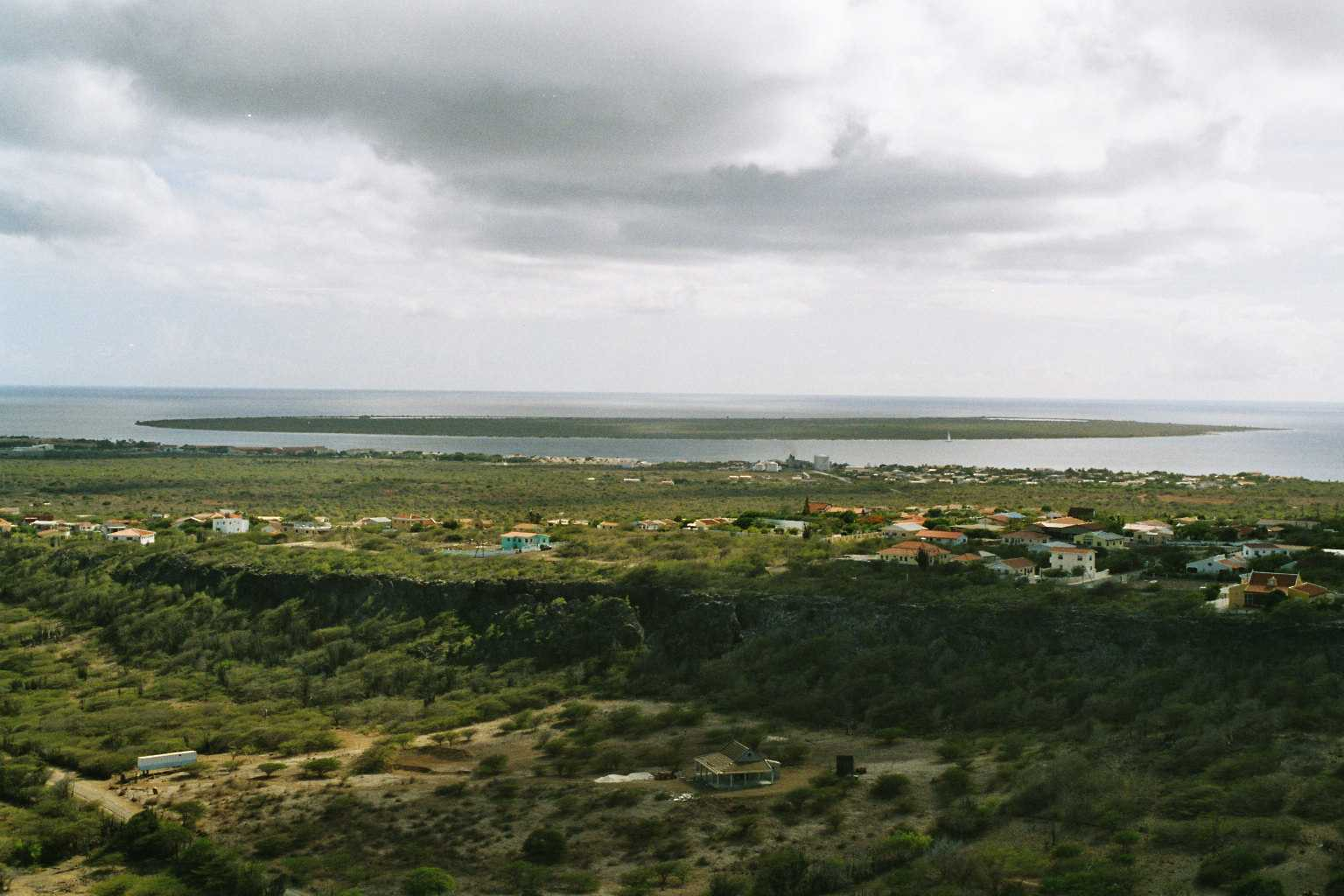
Klein Bonaire über Kralendijk hinweg, der Hauptstadt Bonaires
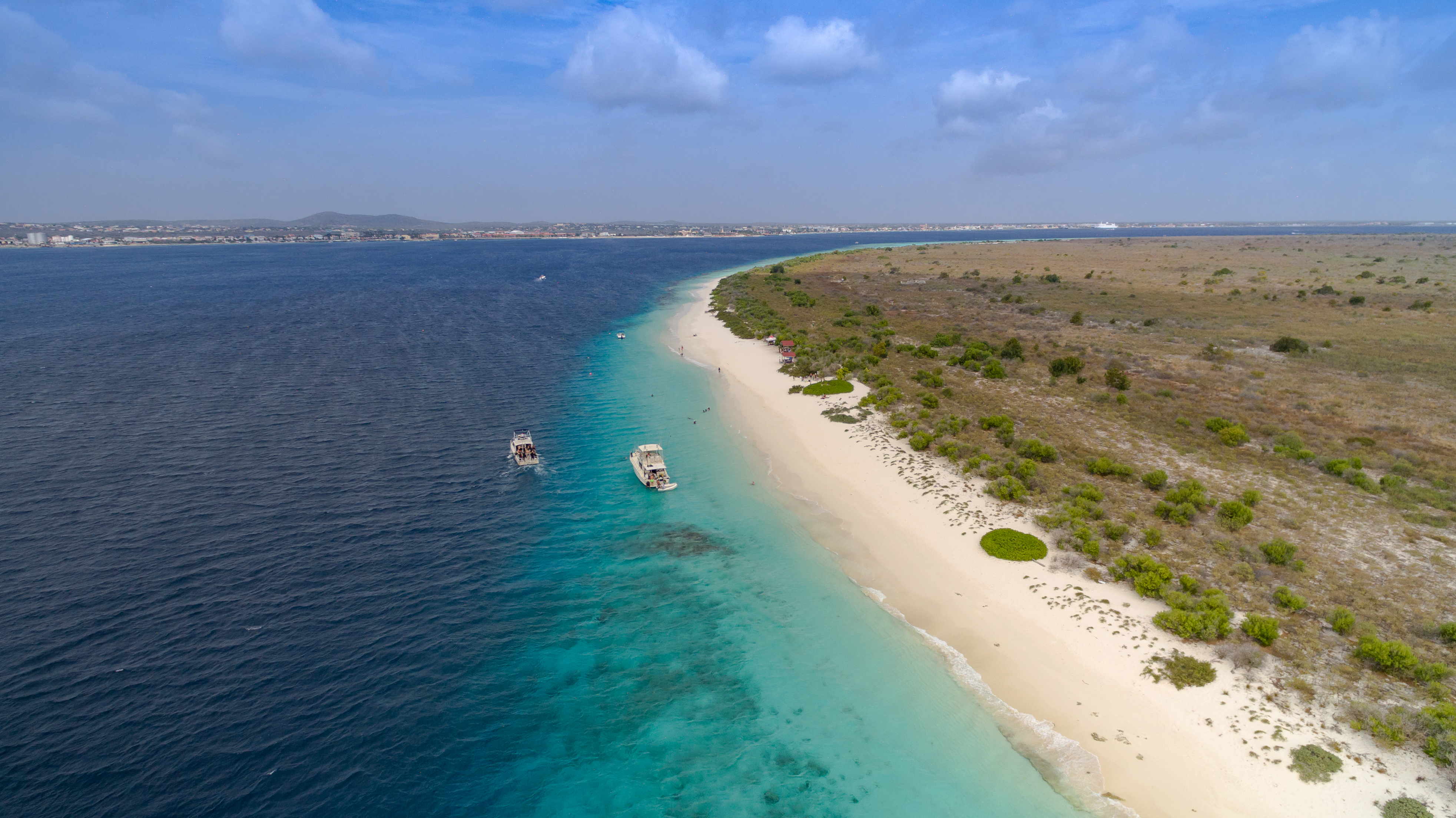
Luftbild der Strände von Klein Bonaire
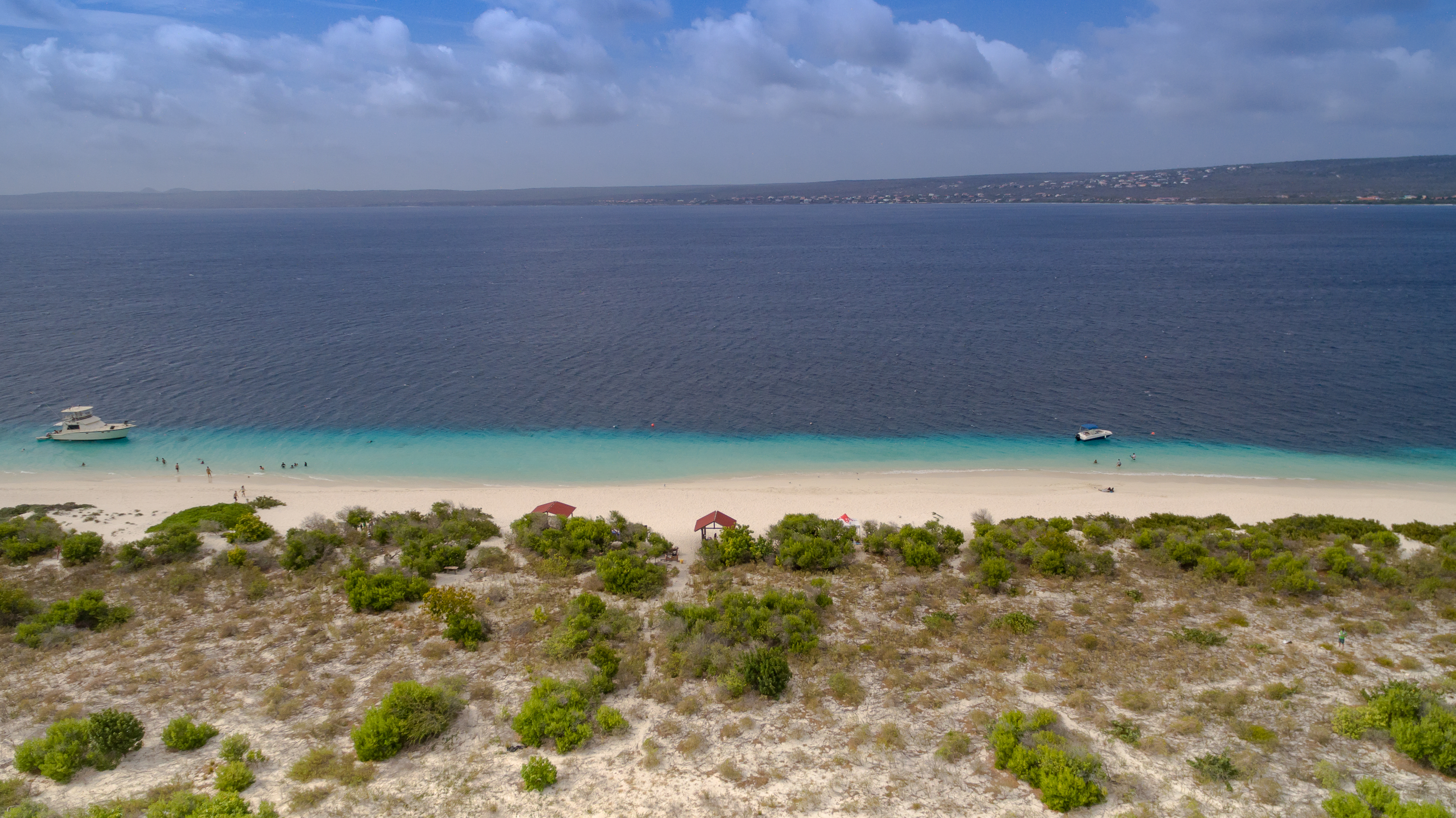
Klein Bonaire